# When the Storm Comes Down
When the Storm Comes Down è il terzo album in studio del gruppo musicale statunitense thrash metal Flotsam and Jetsam, pubblicato nel 1990 dalla MCA Records.

## Tracce
1. The Master Sleeps – 4:37
2. Burned Device – 6:26
3. Deviation – 3:03
4. October Thorns – 5:54
5. No More Fun – 3:45
6. Suffer the Masses – 6:05
7. 6, Six, VI – 5:09
8. Greed – 4:24
9. E.M.T.E.K. – 5:49
10. Scars – 4:14
11. K.A.B. – 0:24

## Formazione
- Eric A.K. Knutson - voce
- Edward Carlson - chitarra
- Michael Gilbert - chitarra
- Troy Gregory - basso
- Kelly David-Smith - batteria